# Патрика
Патрика (італ. Patrica) — муніципалітет в Італії, у регіоні Лаціо, провінція Фрозіноне.
Патрика розташована на відстані близько 75 км на південний схід від Рима, 10 км на південний захід від Фрозіноне.
Населення — 3198 осіб (2014).

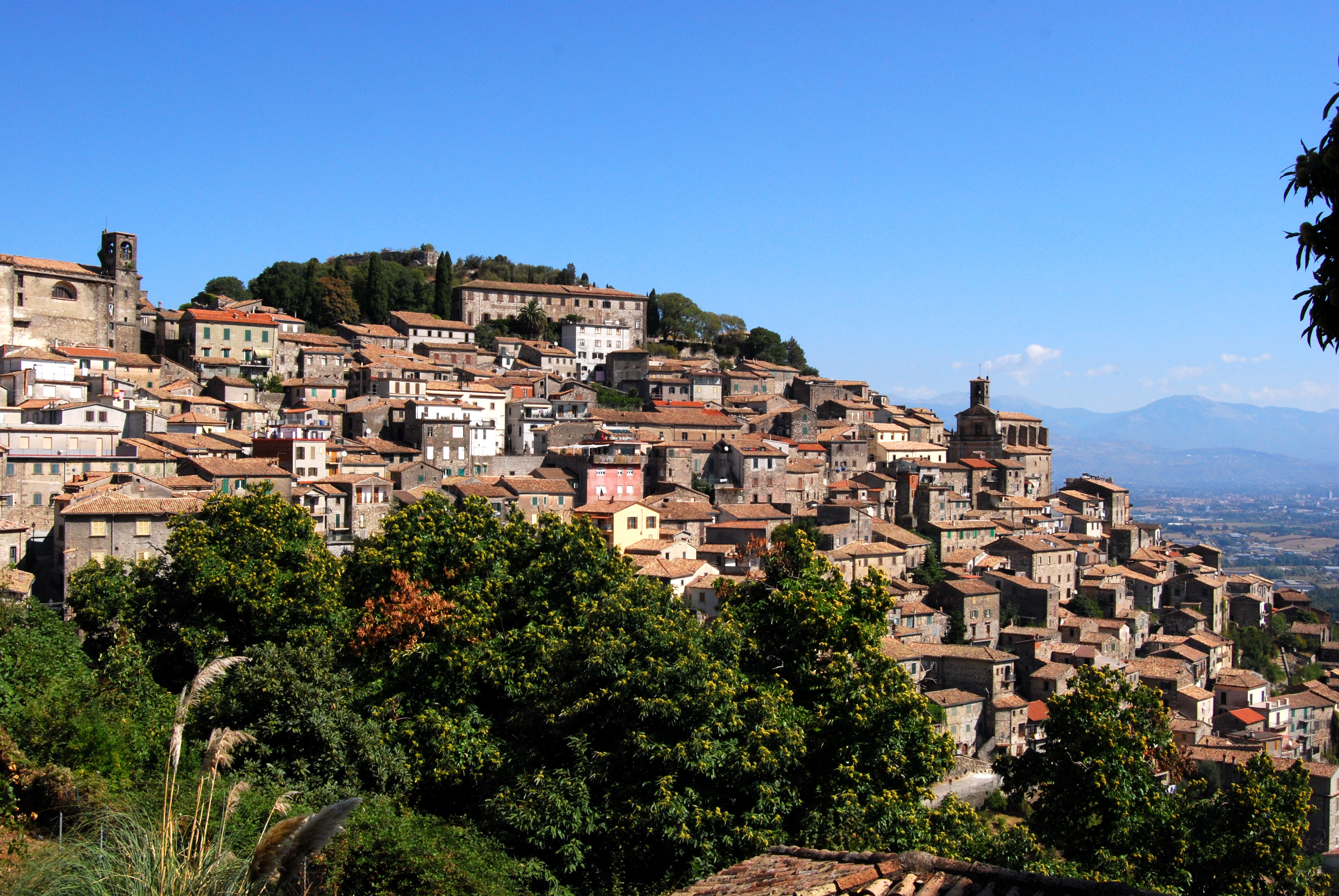

Щорічний фестиваль відбувається 16 серпня. Покровитель — святий Рох.

## Демографія
Населення за роками:

Станом на 1 січня 2023 року в муніципалітеті офіційно проживали 143 іноземці з 26 країн, серед них 86 громадян країн Євросоюзу та 7 громадян України.

## Сусідні муніципалітети
- Чеккано
- Фрозіноне
- Джуліано-ді-Рома
- Супіно